# Sara Crowe
Sara Crowe (Irvine, 22 marzo 1966) è un'attrice e scrittrice scozzese.
È nota soprattutto come interprete teatrale e per la sua interpretazione in Vite in Privato con Joan Collins all'Aldwych Theatre di Londra vinse il Laurence Olivier Award alla miglior attrice non protagonista nel 1991.
Ha scritto due romanzi, Campari for Breakfast (2014) e Martini Henry (2016).
È stato sposata con Toby Dale, figlio di Jim Dale, dal 1992 al 1998 e con Sean Carson dal 2003.

## Filmografia parziale
- Quattro matrimoni e un funerale (Four Weddings and a Funeral), regia di Mike Newell (1994)

### Doppiatore
- The Thief and the Cobbler (Versione incompleta, The Recobbled Cut), regia di Richard Williams (1992)
- Il piccolo regno di Ben e Holly (Ben and Holly's Little Kingdom), regia di Mark Astley e Neville Baker (dal 2009)

## Doppiatrici in italiano
- Silvia Pepitoni in Quattro matrimoni e un funerale
- Stefania De Peppe e Germana Pasquero in Il piccolo regno di Ben e Holly